# Mo Gallini
Mohamed Ghalayini (nacido el 15 de febrero de 1966) es un actor de cine y televisión estadounidense, conocido por su nombre artístico Mo Gallini.

## Biografía
Gallini nació como Mohamed Ghalayini el 15 de febrero de 1966 en Miami, Florida. Su padre era del Líbano y su madre era de ascendencia cubana. Asistió a la Universidad de Florida de 1983 a 1985 antes de mudarse a Los Ángeles con su familia. Después de mudarse, Gallini conoció al director David Anspaugh, quien le ofreció su primer papel como jugador de fútbol de Notre Dame en la película Rudy de 1993. Gallini ha interpretado a más de cincuenta personajes en televisión y cine, incluidos los papeles de Enrique en 2 Fast 2 Furious (como "Matt Gallini"), Abdul Manesh en la cuarta temporada de la exitosa serie 24 e Interrogator en Seal Team Six: The Raid on Osama Bin Laden. Recibió premios como Mejor Actor de Reparto en el Festival BendFilm de 2008 por su interpretación del ladrón de identidad Wesley Stone en Selfless. Gallini apareció en el papel recurrente del bombero Jose Vargas en la temporada 1 de la serie de televisión de NBC Chicago Fire.

## Filmografía
| Año       | Título                                             | Papel                             | Notas                                  |
| --------- | -------------------------------------------------- | --------------------------------- | -------------------------------------- |
| 1993      | Rudy                                               | Jugandor de fútbol de Notre Dame  |                                        |
| 1994      | Seinfeld                                           | Rudo                              | 1 episodio; como Matt Gallini          |
| 1995      | Crimson Tide                                       | Seaman Kuhne                      |                                        |
| 1995      | Land's End                                         | Tomas                             | 1 episodio; como Matt Gallini          |
| 1995      | Powderburn                                         | Rick                              | como Matt Gallini                      |
| 1996      | The Rockford Files: Friends and Foul Play          | Nicky Z                           | como Matt Gallini                      |
| 1996–2001 | NYPD Blue                                          | INS Agent Mike Torres/Jay Dolinky | 2 episodios; como Matt Gallini         |
| 1997      | Flipping                                           | Amigo de Ray-Ray #2               | como Matt Gallini                      |
| 1997      | Melrose Place                                      | Burt                              | 1 episodio; como Matt Gallini          |
| 1997      | Profiler                                           | Policía Atlanta                   | 1 episodio; como Matt Gallini          |
| 1997      | Brooklyn South                                     | Third Killer                      | 1 episodio; como Matt Gallini          |
| 1997      | Alien Avengers                                     | Alley Hood #1                     | como Matt Gallini                      |
| 1998      | Mike Hammer, Private Eye                           | Robo Baroni                       | 2 episodios; como Matt Gallini         |
| 1998      | Poodle Springs                                     | J.D.                              | como Matt Gallini                      |
| 1998      | Beverly Hills, 90210                               | Repo Man                          | 1 episodio; como Matt Gallini          |
| 1999      | Babylon 5: A Call to Arms                          | Rolf                              | como Matt Gallini                      |
| 1999      | The X-Files                                        | Hood                              | Episodio: "Tithonus" como Matt Gallini |
| 1999      | Clubland                                           | Secuaz #1                         | como Matt Gallini                      |
| 1999      | End of Days                                        | Monk                              | como Matt Gallini                      |
| 1999–2002 | V.I.P.                                             | Hoag/Vendedor de drogas #1        | 2 episodios; como Matt Gallini         |
| 2000      | Yup Yup Man                                        | Boxer                             | como Matt Gallini                      |
| 2000      | A Better Way to Die                                | Laslov                            | como Matt Gallini                      |
| 2000      | JAG                                                | Mustafa Al-Jimri                  | 1 episodio; como Matt Gallini          |
| 2001      | General Hospital                                   | Wes                               | 3 episodios; como Matt Gallini         |
| 2001      | Nash Bridges                                       | Tucker Kite                       | 1 episodio; como Matt Gallini          |
| 2001      | Mulholland Drive                                   | Chofer                            | como Matt Gallini                      |
| 2001      | The District                                       | Tony Enzo                         | 1 episodio; como Matt Gallini          |
| 2002      | You Got Nothin'                                    | Javier                            | como Matt Gallini                      |
| 2002      | Warrior                                            | Chavez                            | como Matt Gallini                      |
| 2002      | Father Lefty                                       |                                   | como Matt Gallini                      |
| 2003      | 2 Fast 2 Furious                                   | Enrique                           | como Matt Gallini                      |
| 2005      | 24                                                 | Abdul Mahnesh                     | 3 episodios; como Matt Gallini         |
| 2006      | 07                                                 | Al                                | Cortometraje; como Matt Gallini        |
| 2007      | Shark                                              | Theo Samaha                       |                                        |
| 2007      | NCIS                                               | Andre Jones                       | 1 episodio                             |
| 2007      | Rabia                                              | Wafiq                             | Cortometraje                           |
| 2008      | Drillbit Taylor                                    | Policía                           | como Matt 'Mo' Gallini                 |
| 2008      | Marco Polo                                         | Marco Polo 2000's                 |                                        |
| 2008      | East L.A.                                          | Victor Guzman                     |                                        |
| 2008      | ER                                                 | Guy                               | 1 episodio                             |
| 2008      | Legacy                                             | Suhart                            | como Matt Gallini                      |
| 2008      | Get Smart                                          | Drug Lord                         |                                        |
| 2008      | Selfless                                           | Wesley Stone                      |                                        |
| 2008      | Cinco de Mayo                                      | Raul                              | Cortometraje                           |
| 2009      | Fuel                                               | Coach Marquez                     |                                        |
| 2009      | Majestic and the Masked Man                        | Santiago Marquez/El Lobo          | Cortometraje                           |
| 2010      | Weeds                                              | Daniel                            | 1 episodio                             |
| 2010      | CSI: Nueva York                                    | Mitch Barrett                     | 1 episodio                             |
| 2010      | Los Angeles                                        | Toupe                             |                                        |
| 2011      | Chase                                              | Hector Torres                     | 2 episodios                            |
| 2011      | NCIS: Los Angeles                                  | Boss                              | 1 episodio                             |
| 2011      | In My Pocket                                       | Tony Eyebrow                      |                                        |
| 2011      | Deadline                                           | Sy                                |                                        |
| 2012      | Treasure Buddies                                   | Tarik                             |                                        |
| 2012      | Seal Team Six: The Raid on Osama Bin Laden         | Interrogator                      |                                        |
| 2012      | Chicago Fire                                       | Jose Vargas                       | 8 episodios                            |
| 2013      | Lurid                                              | Detective Vasquez                 |                                        |
| 2013      | Toxin                                              | Sanchez                           |                                        |
| 2015      | Murder in Mexico: The Bruce Beresford-Redman Story | Detective Salazar                 | Película de TV                         |
| 2017      | Armed Response                                     | Ahmadi                            |                                        |
| 2017      | Chernobyl: Zone of Exclusion                       | Jesus                             |                                        |
| 2019      | MacGyver                                           | Daris                             |                                        |
| 2019      | Bluff City Law                                     | Edgar Soriano                     |                                        |
| 2023      | Unos suegros de armas tomar                        | Boris                             |                                        |